# Francesca Saglietti
Francesca Saglietti (* 1957) ist eine Informatikerin und war Professorin für Software Engineering an der Technischen Fakultät der Friedrich Alexander Universität Erlangen-Nürnberg, Department Informatik.

## Leben und Wirken
Nach dem Besuch der Deutschen Schule Genua diplomierte Francesca Saglietti an der TU München in Mathematik und Informatik. 1985 wurde sie dort mit einem Thema der Linearen Algebra promoviert. Von 1985 bis 1992 arbeitete sie als wissenschaftliche Mitarbeiterin in der Gesellschaft für Anlagen- und Reaktorsicherheit, Abteilung Prozessrechner. Daran schloss sich von 1993 bis 2001 eine Tätigkeit am Institut für Sicherheitstechnologie GmbH an, wo sie ab 1996 Referentin für Softwarediversität war.
Parallel zu dieser industriellen Tätigkeit nahm sie ab 1995 an der TU München Lehraufträge wahr und habilitierte sich mit einer Schrift über fehlertolerante Software.
Seit seiner Gründung im Jahr 2001 leitete sie den Lehrstuhl für Software Engineering an der FAU Erlangen bis zu ihrer Emeritierung 2023. Ihre Forschungsaktivitäten richteten sich insbesondere auf die Erstellung und den Qualitätsnachweis zuverlässiger komplexer Software.

## Veröffentlichungen
- Saglietti, Francesca; Wolfgang Ehrenberger; Manfred Kersken: Software-Diversität für Steuerungen mit Sicherheitsverantwortung; Dortmund, Bundesanstalt für Arbeitsschutz (BfA), 1992 (Schriftenreihe der Bundesanstalt für Arbeitsschutz - Forschung Vol. Fb 664). ISBN 3-89429-220-2

- Saglietti, Francesca: Über eine Klasse linearer Abbildungen, die zur Kantor-Koecher-Tits-Konstruktion von Lie-Algebren führen. 1985. Dissertation

- Liste der Veröffentlichungen, Friedrich-Alexander-Universität